# Лібертадор (аеродром)
Лібертадо́р або Ель-Лібертадо́р (ісп. El Libertador, Base Aérea Libertador) — військовий аеродром та база у Венесуелі поблизу міста Маракай.
Використовується Військово-повітряними силами Венесуели.